# Alexandra Daum
Pour les articles homonymes, voir Daum.
Alexandra Daum, née le 22 juillet 1986, est une skieuse alpine autrichienne.

## Carrière
Alexandra Daum fait ses débuts en compétition FIS en décembre 2001. Elle accède à la Coupe du monde en décembre 2008 avec une participation au slalom de La Molina. Quatre courses plus tard, elle se classe onzième à Ofterschwang. Elle revient à ce niveau de performance seulement trois ans plus tard, où elle obtient son premier top 10 au slalom de Levi. Elle se retire à l'issue de la saison 2014-2015.

## Palmarès

### Coupe du monde
- Meilleur classement général : 64e en 2013.
- 4 tops 10.

#### Classements en Coupe du monde
| Année/Classement | Année/Classement | Général | Général | Slalom | Slalom |
| ---------------- | ---------------- | ------- | ------- | ------ | ------ |
| Année/Classement | Année/Classement | Class.  | Points  | Class. | Points |
| 2008 - 2009      | 2008 - 2009      | 91e     | 31      | 34e    | 31     |
| 2010 – 2011      | 2010 – 2011      | 102e    | 22      | 41e    | 22     |
| 2011 - 2012      | 2011 - 2012      | 77e     | 61      | 30e    | 61     |
| 2012 – 2013      | 2012 – 2013      | 64e     | 100     | 25e    | 100    |
| 2013 - 2014      | 2013 - 2014      | 66e     | 72      | 24e    | 72     |
| 2014 - 2015      | 2014 - 2015      | 74e     | 46      | 28e    | 46     |

### Championnats d'Autriche
- Championne du slalom en 2013.